# 1873 aux échecs
| Années des échecs : 1870 - 1871 - 1872 - 1873 - 1874 - 1875 - 1876    |
| Décennies des échecs : 1840 - 1850 - 1860 - 1870 - 1880 - 1890 - 1900 |

Cet article présente les faits marquants de l'année 1873 aux échecs.

## Événements majeurs
- Création de la Fédération royale néerlandaise des échecs
- Wilhelm Steinitz remporte le Tournoi de Vienne.

## Championnats nationaux
- Empire allemand, MDSB : Pas de championnat de la MDSB[Note 1]. La deuxième édition aura lieu en 1876.

- Empire allemand, WDSB : Pas de championnat de la WDSB[Note 2]. Le prochain championnat aura lieu en 1876.
- Canada : Albert Ensor remporte la première édition du championnat [1].

## Naissances
- Oscar Chajes
- Rudolf Charousek

## Nécrologie
- 19 août : Charles II de Brunswick